# Chadian
Chadian is een plaats in het arrondissement Huadu in de gemeente Tianjin in China. 